# 底数 (进制)
底数（radix， base）又称數基、基數、基值、根值、記數根，是指进位制中用以乘每個數位而得有效值的數；如十進位數的底數為 10，而二進位數的底數為 2。底数（数基）属于记数系统所使用的一种數字表示符號。
在进位制系統中，若要表示一個數字的底數和值，會用(x)y表示，x是每一位數字組合成的字符串，y是底数，十進制是最常用的，因此會省略底數以及字符串前後的括號。例如(100)10也可以表示為100（後者省略其進制），表示一百，而(100)2（底數為2，是二進制）表示數字4。

## 進位制和底數
以13進制的系統為例，398表示的數字是（十進制下的）3 × 132 + 9 × 131 + 8 × 130 = 632。 
若是在b進制（b > 1）下，各位數數字是d1 … dn的數，其值為 d1bn−1 + d2bn−2 + … + dnb0，其中 0 ≤ di < b.。在十進制中，有個位數、十位數、百位數……等，而在b進制中，有個位數、b1位數、b2位數……等。
常用的進制系統有：
| 底數 | 名稱     | 描述 |
| ---- | -------- | --- |
| 2    | 二进制   | 是絕大多數电子计算机中使用的進制。二個數字分別是"0"和"1"，可以以用開關關閉或開啟來表示。大部份的電子计数器都使用二進制。                                           |
| 8    | 八进制   | 有時會在運算時使用。八個數字分別是"0"–"7"，表示三個位元（23）。 |
| 10   | 十进制   | 全世界最常使用的進制系統，一般運算也是用十進制來表示。十個數字分別是"0"–"9"。用在大部份的機械計數器上。                                                            |
| 12   | 十二进制 | 因為底數可以被2、3、4和6整除，有些情形上使用很方便。傳統上有些數量用打或籮表示的，即使用了十二进制。                                                               |
| 16   | 十六进制 | 十六进制可以用比較簡潔的方式表示二進制（十六進制的一個數字代表二進制的四個位元），常用在電腦中。十個數字分別是"0"–"9"，以及"A"–"F"（或"a"–"f"） 而且可以表示顏色。 |
| 20   | 二十进制 | 有些文化傳統上會使用二十進制，有些文化在計數時仍會用到，有些會用score表示20。                                                                                      |
| 60   | 六十進制 | 源起於古苏美尔，後來傳到巴比倫尼亞。現今表示角度的度分秒系統，以及表示时间的時分秒系統都有使用六十進制。                                                           |

二進制的數字可以輕鬆的轉換為八進制和十六進制的數字，而且數字長度較短。十六進制的一個數字表示二進制的四位數字。例如十六進制的7816，在二進制下是11110002。而八進制的一個數字也可以表示二進制的三位數字。
正整數在特定進制下的表示法是唯一的。令b大於一的正整數，則每一個正整數a都可以以以下形式表示，而且不會和其他的正整數重覆：
{\displaystyle a=r_{m}b^{m}+r_{m-1}b^{m-1}+\dotsb +r_{1}b+r_{0},}
其中m是非負整數，r是整數，使得
0 < rm < b and 0 ≤ ri < b for i = 0, 1, ... , m − 1.
底数多半是自然数，不過也有一些進制的底数不是整數，例如黄金进制（底数是非整數的代數數）、負底數（底数為負）。
負底數可以在不使用負號的情形下表示負數。例如，若b = −10，則該進制下的19對應十進制下的1 × (−10)1 + 9 × (−10)0 = −1。

## 廣義的底數
底數亦可以解釋為進位制系統進位的時機，當底數為b時，則該进制每逢b則進位一次。例如十进制底數為10，故數字每逢十就進位一次，也就是說9的下一個數將會進位到十位數，又例如八进制底數為8，故7的下一個數則逢8，進位成10(8)。
此定義可以將底數推廣到非整數进制中，例如黃金进制底數為黃金比例，故黃金比例這個數在黃金进制中表達為10，因為已「逢黃金比例」因此進位到第二位數。

## 註解
1. ↑  .   [2023-07-09]. （原始内容存档于2023-07-09）.
2. ↑  .   [2023-07-09]. （原始内容存档于2023-07-09）.
3. ↑  .   [2023-07-09]. （原始内容存档于2023-07-09）.
4. 1 2  
Mano, M. Morris; Kime, Charles.  4th. Harlow: Pearson. 2014: 13–14. ISBN 978-1-292-02468-4.
5. ↑  . experimonkey.com.   [2018-12-02].[]
6. ↑  Bertman, Stephen.  Paperback. Oxford [u.a.]: Oxford Univ. Press. 2005: 257  [2021-08-13]. ISBN 978-019-518364-1. （原始内容存档于2021-08-13）.
7. ↑  McCoy (1968，第75頁)
8. ↑  
Bergman, George. . Mathematics Magazine. 1957, 31 (2): 98–110. JSTOR 3029218. doi:10.2307/3029218.
9. ↑  William J. Gilbert.  (PDF). Mathematics Magazine. September 1979, 52 (4): 240–244  [7 February 2015]. doi:10.1080/0025570X.1979.11976792. （原始内容存档 (PDF)于2013-11-26）.

## 外部連結
- Base Convert, a floating-point base calculator （页面存档备份，存于）
- MathWorld entry on base （页面存档备份，存于）